# Minglanilla
Para la localidad filipina, véase Minglanilla (Filipinas).
Minglanilla es un municipio y localidad española de la provincia de Cuenca, en la comunidad autónoma de Castilla-La Mancha. Tiene una población de 2322 habitantes (INE 2024). La localidad está situada junto a la autovía A-3. En el término municipal se encuentran las hoces del Cabriel.

## Toponimia
Su nombre deriva porque junto a una fuente había en ella un minglano o granado. No obstante la tradición popular fantasea una leyenda novelesca de una linda joven, llamada Minga y por mote la Galanilla, a la que galanteaban varios opulentos magnates y de ahí según la leyenda que el pueblo tomara el nombre de la Minglanilla. 

## Geografía

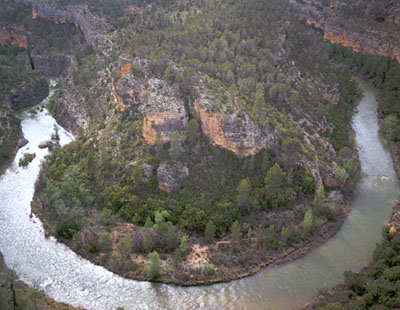
Hoces del Cabriel

Forma parte de la comarca de Manchuela conquense y se sitúa al sureste de la provincia de Cuenca, en el límite con la provincia de Valencia. Se encuentra a 90 km de la capital provincial y el término municipal está atravesado por la autovía del Este entre el pK 235 y 247, así como por la antigua carretera N-3 y por la carretera autonómica CM-211 que la une con la ciudad de Cuenca. 
Su extenso término municipal cuenta con un relieve que marca el límite oriental de la Manchuela conquense y, por extensión, de la región manchega. Esta transición se caracteriza por la cercanía del río Cabriel y la reserva natural de las Hoces del Cabriel (provincia de Cuenca) y el parque natural de las Hoces del Cabriel (provincia de Valencia). Así, en la parte oriental del municipio, surge una depresión brusca hacia las famosas hoces que forma el río tras el extenso embalse de Contreras, que forma parte del límite norte del municipio. El resto del relieve del territorio es el propio de la Manchuela, llano en general con algunas elevaciones entre las que discurren ramblas que desaguan en el río Cabriel. El pueblo se alza a 826 m sobre el nivel del mar, aunque en las hoces la altura desciende por debajo de los 600 m. 
| Noroeste: Puebla del Salvador | Norte: La Pesquera        | Noreste: Villargordo del Cabriel (Valencia)                          |
| Oeste: Graja de Iniesta       |                           | Este: Villargordo del Cabriel (Valencia) y Venta del Moro (Valencia) |
| Suroeste: Villalpardo         | Sur: Villalpardo, Iniesta | Sureste: Venta del Moro (Valencia)                                   |

### Geología

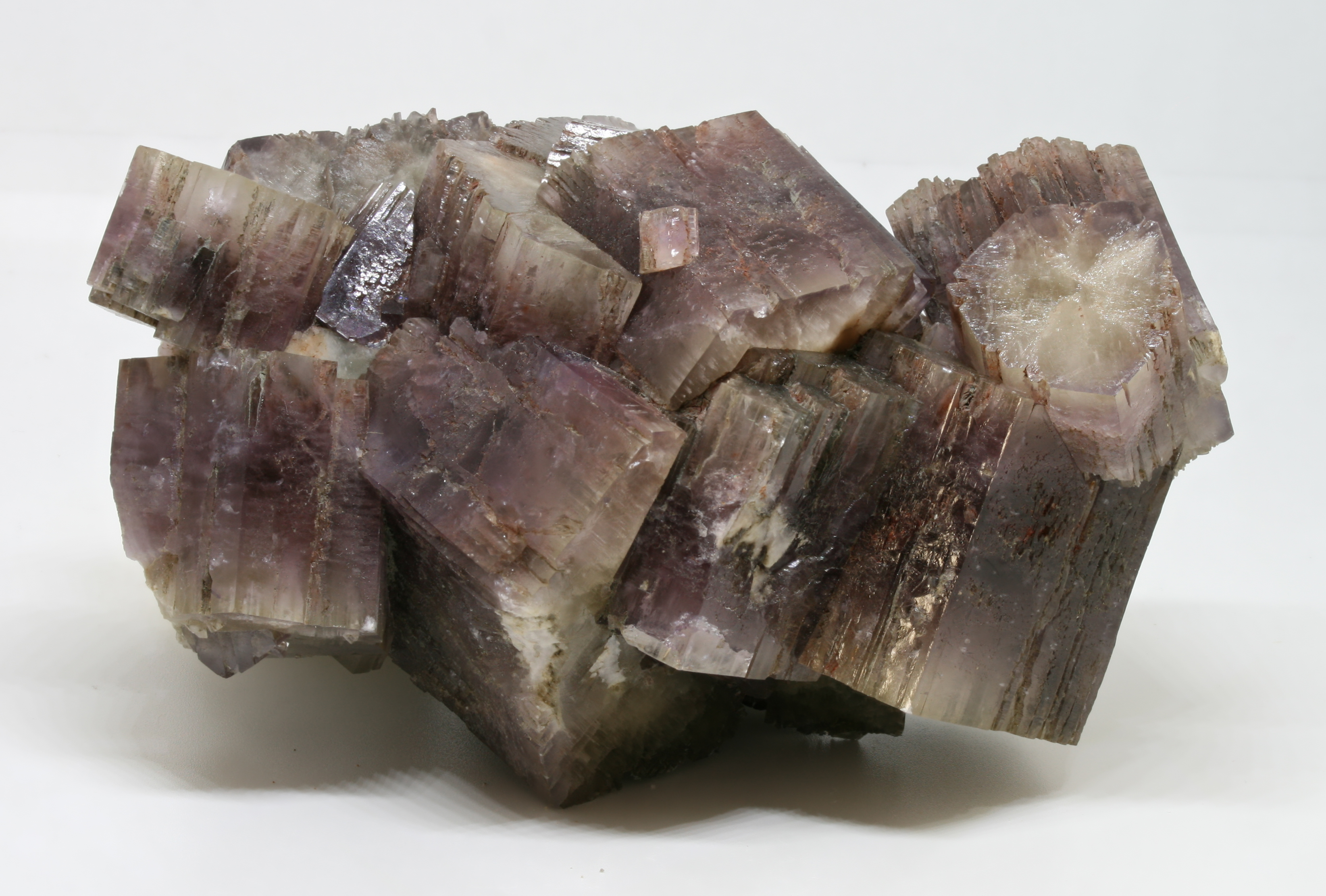
Grupo de maclas de aragonito extraído en terrenos del Keuper en Minglanilla. Longitud del grupo 11 cm

El término municipal de Minglanilla está situado en su mayor parte en terrenos del Neógeno, aunque al NE y al SE de la localidad existen sendos afloramientos de terrenos del Keuper (Triásico continental). En los parajes de La Vacariza y Los Molinillos, en el afloramiento SE, se han encontrado grandes grupos de maclas de aragonito, que se consideran entre los mejores ejemplares del mundo para este mineral.En el afloramiento situado al NE se encuentra la llamada mina de sal de Minglanilla, aunque realmente está situada dentro del término municipal de La Pesquera.

## Historia

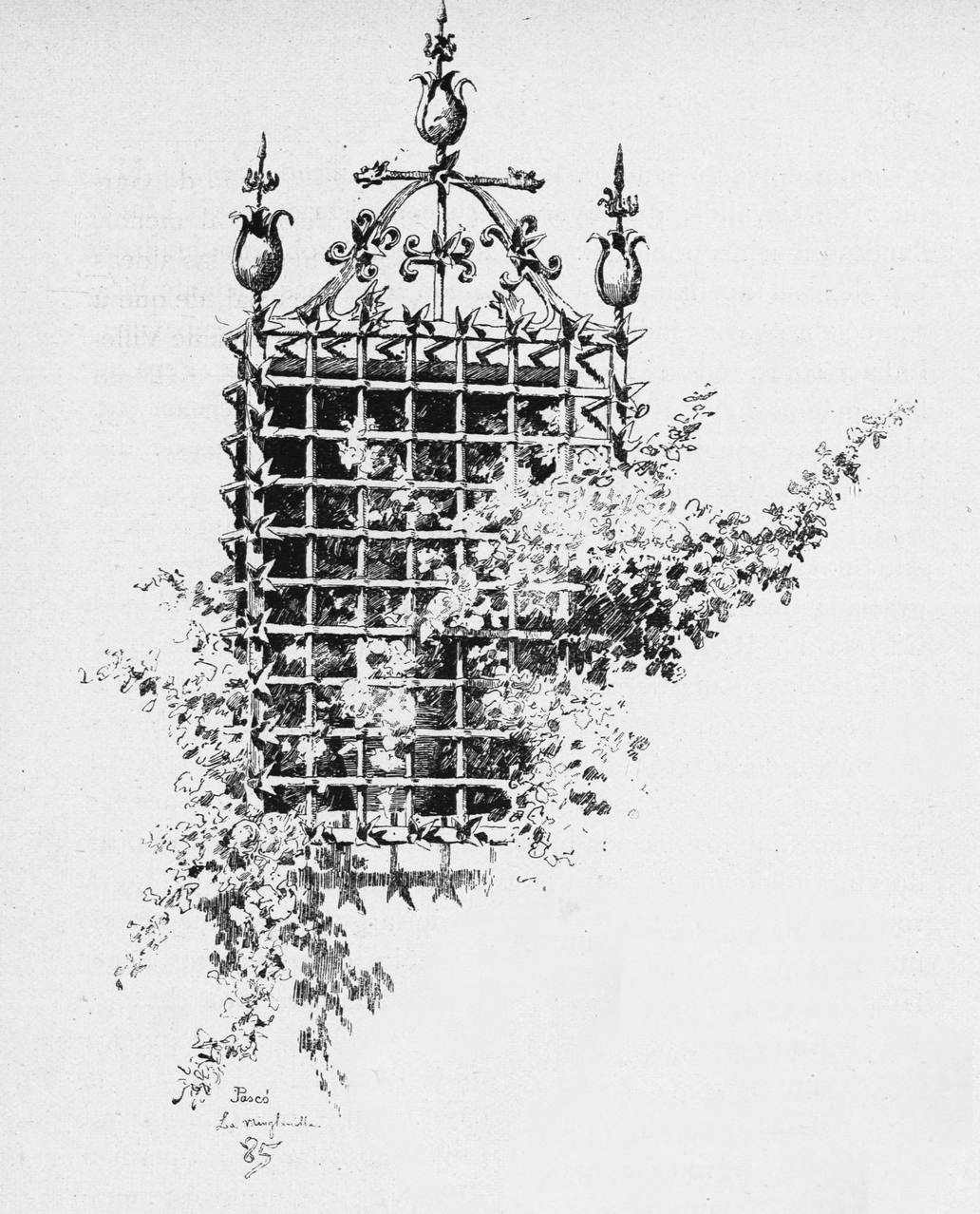
Ventana con reja en Minglanilla en un dibujo de Josep Pascó (1885)

El núcleo urbano actual de Minglanilla fue creado en 1505 y pertenecía a Iniesta hasta que en 1564 se le otorgó el título de villa.
En el siglo XIX eran muy famosas las minas de sal que llevaban el nombre de la población y que constituían la principal riqueza del pueblo. Asimismo, había un molino harinero sobre el río Cabriel y cuatro prensas para la extracción de aceite, elaboración de jabón y algunas industrias de jergas y lienzos bastos. En 1848, la localidad contaba con 495 vecinos que sumaban un total de 1498 habitantes. Ese mismo año el minglanillero padre Fernando Sánchez fundó en la isla filipina de Cebú la localidad de Minglanilla.
La localidad aparece con el nombre de «Minglanillas» en la película española El astronauta (1970). En 2009, Minglanilla se proclamó campeón en la gran final de las finales del Grand Prix del verano, presentado por Ramón García.[cita requerida]

## Demografía
Minglanilla cuenta con una población de 2322 habitantes (INE 2024).
| Gráfica de evolución demográfica de Minglanilla entre 1842 y 2021                                                   |
| |
| Población de derecho según los censos de población del INE Población de hecho según los censos de población del INE |

## Cultura

### Patrimonio

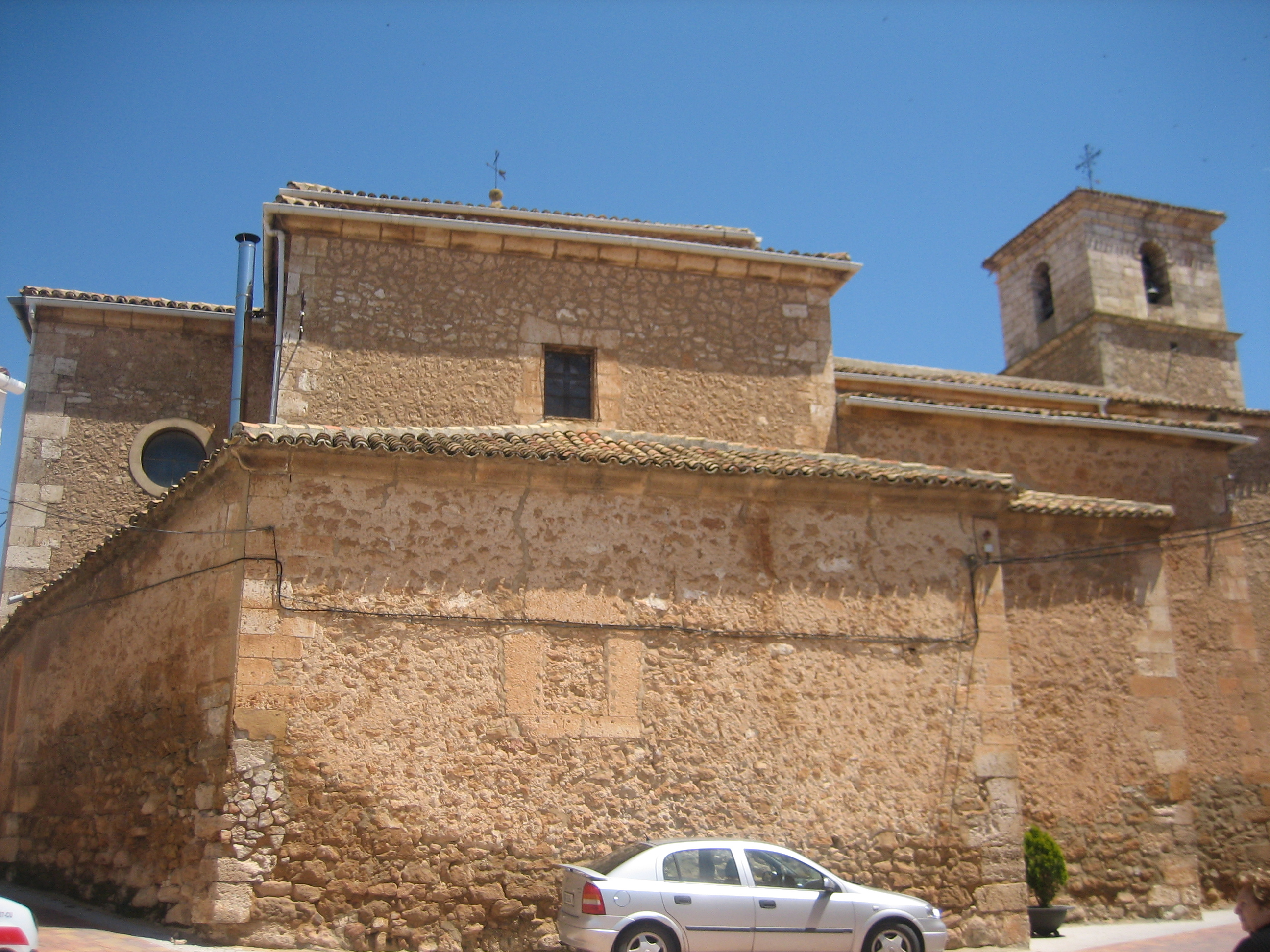
Iglesia de la Asunción

- Iglesia de Nuestra Señora de la Asunción: Templo renacentista de planta de cruz latina. Está declarada Bien de Interés Cultural.
- Castillo de Minglanilla: Se trata del primer castillo de nueva planta construido en España en el siglo XXI. Tiene un doble uso turístico y cultural para representaciones a cielo abierto.
- Chimenea de ladrillo: Parte del patrimonio industrial del pasado hidráulico de Minglanilla.
- Ermita de Santa Bárbara.
- Ermita de San Isidro.
- Venta de Contreras.

### Fiestas
- San Antón. 17 de enero. La víspera de San Antón se hacen hogueras en las calles, se reúnen los vecinos y cenan. Una broma común de esa noche es tirarse harina los unos a los otros y también tirarse carretillas.
- Carnaval. Se celebra durante la semana del Miércoles de Ceniza. Es una fiesta de gran arraigo en Minglanilla que culmina el sábado con una gran cabalgata y desfile de carrozas, charangas y peñas.
- Semana Santa. Se celebran procesiones el Jueves Santo, Viernes Santo y Domingo de Resurrección. Las imágenes van acompañadas de sus respectivas cofradías.
- San Isidro. 15 de mayo. Patrón de los agricultores. Fiesta local. Durante la mañana se celebra misa y a continuación procesión. Durante la procesión se bendicen los campos y los tractores. La hermandad de San Isidro con la colaboración de los vecinos de Minglanilla organiza una comida para el pueblo y el día culmina con un gran baile.
- Virgen de la Piedad. 15 de agosto. Patrona de Minglanilla. Son las Fiestas Mayores. Se celebra misa y procesión. Fiesta muy participativa en su aspecto lúdico-ocioso.
- Santo Cristo de la Salud. 14 de septiembre. Se traslada la imagen del Santo Cristo desde su ermita en la que permanece durante todo el año hasta la iglesia.
- Santa Cecilia. 22 de noviembre. Patrona de la música. Se celebra misa y procesión con las actuaciones de la banda de música y la masa coral.Ermita de Santa Bárbara

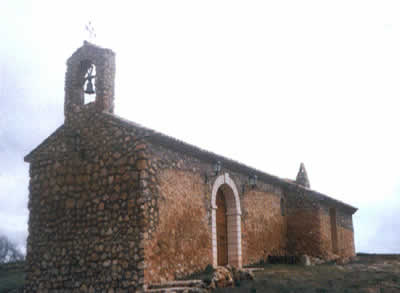
Ermita de Santa Bárbara

- Santa Bárbara. 4 de diciembre. En la ermita de Santa Bárbara se celebra misa y a continuación se entrega la caridad, que es un pan bendecido y elaborado por la familia de los quintos.[6]
- Vaquilla. La vaquilla se celebra la noche del 13 al 14 de septiembre. Esta fiesta se lleva haciendo desde hace más de 50 años.

### Gastronomía
En la cocina de Minglanilla cabe destacar el potaje de Semana Santa, los cocidos, el pisto con huevo frito, las almortas de matanza del cerdo, sopa del Cristo. En el terreno de la repostería se encuentran las sopas de leche y entre las bebidas la zurra y la mistela.